# Oklepno izvlečno vozilo
Oklepno izvlečno vozilo je oklepno bojno vozilo, ki je namenjeno popravilu poškodovanih ali pokvarjenih bojnih vozil na bojišču ter vleki le teh na mesto, ki omogoča varno popravilo.

## Zgodovinski razvoj

### Prvi modeli
Med prvo svetovno vojno so bili nekateri britanski težki tanki Mark IV opremljeni z drogovi, ki so omogočali popravila poškodovanih tankov.

### Druga svetovna vojna
Prva prava oklepna izvlečna vozila se pojavijo v drugi svetovni vojni, pogosto s predelavo obstoječih zastarelih ali poškodovanih tankov. Predelava je obsegala odstranitev kupole ter namestitev težkega vitla in drugih orodij za popravila. Nekatera oklepna izvlečna vozila pa so bila že namensko izdelana v tovarni z uporabo obstoječe osnove tanka ter izvlečne nadgradnje. Večina je imela dvigalo ali dvižni drog, ki je omogočalo posadki težka opravila, kot je odstranitev motorja iz pokvarjenega tanka.

### Hladna vojna
Po drugi svetovni vojni večina držav uporablja ustrezna izvlečna vozila za posamezne tipe glavnih bojnih tankov. Veliko oklepnih izvlečnih vozil dobi buldožerski plug, ki služi odstranjevanju ovir, sidranju vozila med vleko ter stabilizaciji med dviganjem. Druge novosti so črpalke za gorivo ter celo transport rezervnih motorjev za popravila na bojišču.

## Značilnosti
Oklepna izvlečna vozila so po navadi zgrajena na podvozju glavnih bojnih tankov, nekatera pa temeljijo na podvozju drugih vozil, npr. oklepnikov. Vedno pa so osnovana na osnovi vozila, katerega reševanju so namenjena. Lahka izvlečna vozila lahko pomagajo reševati oklepnike, nimajo pa dovolj moči za vleko težjih tankov. Nekatera bojna inženirska vozila so osnovana na osnovi oklepnih izvlčečnih vozil.